# Tårnby Sogn (Stevns Kommune)
Tårnby Sogn 
ist eine Kirchspielsgemeinde (dän.: Sogn)
auf der Insel Sjælland im südlichen Dänemark.
Bis 1970 gehörte sie zur Harde Stevns Herred im damaligen Præstø Amt, danach zur Vallø Kommune im Roskilde Amt, die im Zuge der Kommunalreform zum 1. Januar 2007 in der Stevns Kommune in der Region Sjælland aufgegangen ist.
Im Kirchspiel leben 287 Einwohner (Stand: 1. Januar 2023).

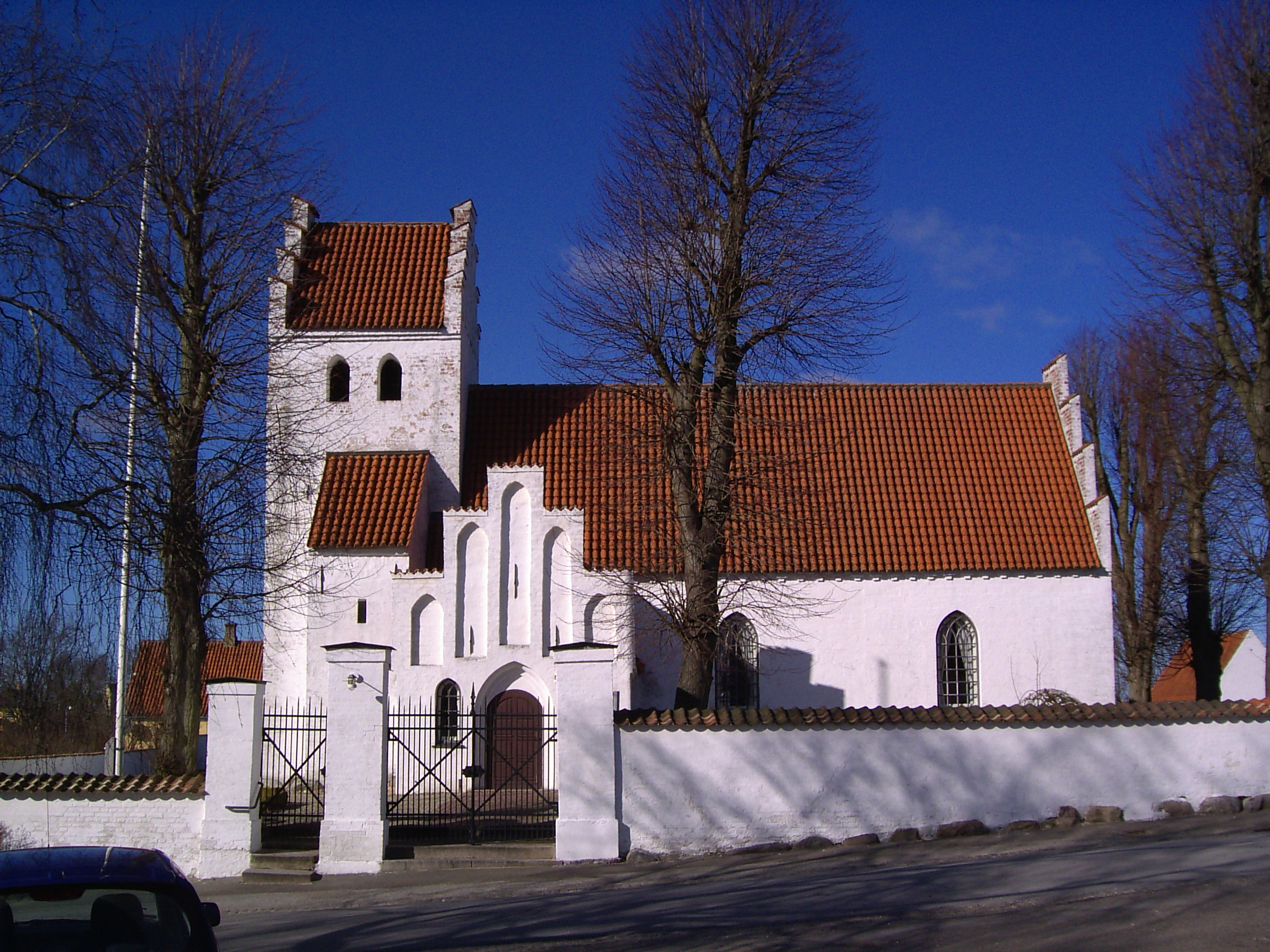
Tårnby Kirke

Im Kirchspiel liegt die Kirche „Tårnby Kirke“.
Nachbargemeinden sind im Norden Valløby Sogn, im Osten Strøby Sogn, im Südwesten Hårlev Sogn und im Westen Himlingøje Sogn.